# Sistema de avaliação na língua inglesa internacional

Porcentagem de falantes de inglês

O International English Language Testing System (IELTS), ou sistema de avaliação na língua inglesa internacional, é um teste padronizado internacional de proficiência em língua inglesa para falantes não-nativos de inglês. É gerenciado conjuntamente pelo British Council, IDP: IELTS Australia e Cambridge Assessment English, e foi criado em 1989. O IELTS é um dos principais testes de língua inglesa do mundo, e é aceito pela maioria das instituições acadêmicas australianas, britânicas, canadenses, irlandesas e neozelandezas, por mais de 3.000 instituições acadêmicas nos Estados Unidos e por várias organizações profissionais em todo o mundo. O IELTS é o único Teste de Língua Inglesa aprovado pelo departamento Britânico de Vistos e Imigração (UK Visas and Immigration). Ele também é uma alternativa aos pré-requisitos exigidos para os processos de imigração para a Austrália, Nova Zelandia e Canadá. 
O teste é dividido em quatro seções (compreensão auditiva, leitura, escrita e comunicação oral) e é respondido a lápis, podendo ser feito em sua versão Acadêmica ou de Treinamento Geral, a primeira voltada para entrada em Universidades, cursos de graduação e pós-graduação, e a segunda versão utilizada como pré-requisito para imigração, estágios e trabalhos.
Nenhuma pontuação mínima é necessária para passar no teste. Um resultado IELTS ou Formulário de Relatório de Teste (TRF) é emitido para todos os participantes, e a pontuação pode variar entre "faixa 1" (não usuário da língua) a "faixa 9" (usuário da língua especialista) e cada instituição ou processo de imigração estabelece uma pontuação necessária.  
Em geral, o resultado é válido pelo período de dois anos, a menos que se possa comprovar o contato com o idioma para a manutenção do nível. 
No Brasil a prova custa R$900,00 (paper-based) e R$920,00 (computer-based).